# Òxid de coure(II)
L'òxid de coure(II), de fórmula CuO, és l'òxid de coure de major nombre d'oxidació. És un sòlid negre amb una estructura iònica que fon al voltant dels 1.200 °C amb una mica de pèrdua d'oxigen.

## Síntesi
Aquest compost pot ser format per escalfament de coure en aire, però es pot formar òxid de coure(I), per la qual cosa la millor forma de preparació és per descomposició tèrmica de nitrat de coure(II), hidròxid de coure(II) o carbonat de coure(II): 
2Cu(NO₃)₂ → 2CuO + 4NO₂ + O₂
Cu(OH)₂ → CuO + H₂O
CuCO₃ → CuO + CO₂

## Reaccions
L'òxid de coure(II) és un òxid bàsic, de manera que aquest es dissol en àcids minerals com l'àcid clorhídric, l'àcid sulfúric o l'àcid nítric donant les corresponents sals de coure(II): 
CuO + 2HNO₃ → Cu(NO₃)₂ + H₂O
CuO + 2HCl → CuCl₂ + H₂O
CuO + H₂SO₄ → CuSO₄ + H₂O
Aquest també pot ser reduït a coure metàl·lic usant hidrogen o monòxid de carboni: 
CuO + H₂ → Cu + H₂O
CuO + CO → Cu + CO₂

## Efectes en el cos humà
L'òxid de coure(II) és un irritant. També pot causar dany als sistemes endocrí i nerviós central. El contacte amb els ulls pot causar irritació i importants danys de còrnia, i potencialment pot causar conjuntivitis. El contacte amb la pell pot causar irritació i descoloració. La ingesta d'òxid de coure(II) pot dur a una depressió del sistema nerviós central, causar danys gastrointestinals, al fetge, al ronyó, al sistema vascular o insuficiències en el sistema circulatori. La seva inhalació pot provocar danys als pulmons i envà. La inhalació de vapors d'òxid de coure(II) pot conduir a una malaltia anomenada "febre del fum metàl·lic", els símptomes del qual són similars als de la grip. L'exposició perllongada a l'òxid de coure(II) pot provocar dermatitis i malaltia de Wilson. La manipulació d'òxid de coure(II) hauria de donar-se en un lloc ben ventilat, i hauria d'anar-se amb compte d'evitar el contacte amb la pell i els ulls. Després de treballar amb aquest compost, es recomana rentar-se minuciosament.

## Usos
L'òxid de coure(II) és usat com pigment en ceràmiques per a donar color blau, vermell, i verd (i de vegades gris, rosa o negre). També s'utilitza en la producció de solucions cupraminoses, emprades en l'obtenció de raió i de cupro. També s'usa, ocasionalment, com a suplement dietari en animals amb deficiència de coure.
L'òxid de coure(II) té aplicació com semiconductor, perquè té una estreta banda prohibida de 1,2 eV. És un abrasiu usat per a polir equipament òptic. L'òxid de coure(II) pot ser usat per a produir piles seques, i també en piles "mullades" com càtode, amb liti com ànode, i dioxalà barrejat amb perclorat de liti com electròlit. L'òxid de coure(II) pot produir altres sals de coure. És usat també per a soldar aliatges de coure.
A més l'òxid de coure(II) pot ser usat de manera segura per a eliminar materials perillosos com el cianur, hidrocarburs, hidrocarburs halogenats i dioxines, a través de l'oxidació.